# Купа на Съветската армия 1948
Тази страница представя турнира за Купа на Съветската армия, проведен през сезон 1948.

## Резултати на Локомотив (София) от градските квалификации
Локомотив (София) - Рудничар (Перник) – 10:2
Локомотив (София) - Бенковски (София) – 1:0
Локомотив (София) - Левски (София) – 1:0
Локомотив (София) - Септември (София) – 3:0

## Областни финали
| София-град             | Локомотив (София)               | 3:0*          | Септемвири (София)       |                                |
| Пловдивска област      | Славия (Пловдив)                | 1:1           | Ботев (Пловдив)          | След продължения 3:1           |
| Врачанска област       | Христо Михайлов (Михайловград)  | 2:1 и 1:1     | Ботев (Враца)            | Финалът е проведен в два мача. |
| Плевенска област       | Локомотив - Бачо Киро (Дряново) | 1:1 и 0:3 сл. | Левски (Плевен)**        | Финалът е проведен в два мача. |
| Старо-Загорска област  | Динамо (Нова Загора)            | 3:2           | Локомотив (Стара Загора) |                                |
| Бургаска област        | Съби Димитров (Сливен)          | 0:2           | Любислав (Бургас)        |                                |
| Софийска област        | Сливнишки герой (Сливница)      | 3:0 и 1:1     | Осогово (Кюстендил)      | Финалът е проведен в два мача. |
| Горно-Джумайска област | Юлий Дерменджиев (Горна Джумая) | 1:3           | Илинден (Петрич)         |                                |
| Варненска област       | Орлов (Добрич)                  | 2:1           | Стамо Костов (Попово)    |                                |
| Русенска област        | Тутраканец (Тутракан)           | 3:4 и 1:8     | Септември (Силистра)     | Финалът е проведен в два мача. |

* Първоначално проведеният мач завършва 1:1, след продължения 2:1 в полза на "Локомотив". След подадена от "Септември" контестация за скъсяване на първото продължение с две минути и половина е насрочено преиграване. "Локомотив" печели преиграването с 3:0.
** Първият финален мач е изигран от Левски (Плевен), а вторият от новия обединен отбор Генерал Винаров, създаден след обединение на Левски и Скобелев, извършено през зимата на 1948 г.

## Предварителен кръг
| Сливнишки герой (Сливница) | 1:5 | Локомотив (София)              |
| Септември (Силистра)       | 3:0 | Христо Михайлов (Михайловград) |

## 1/4 финали
| Локомотив (София)    | 7:0 | Септември (Силистра)      |
| Динамо (Нова Загора) | 0:2 | Любислав (Бургас)         |
| Илинден (Петрич)     | 1:2 | Славия-Ченгелов (Пловдив) |
| Орлов (Добрич)       | 3:1 | Ген. Винаров (Плевен)     |

## 1/2 финали
| Любислав (Бургас)         | 0:3         | Локомотив (София) |
| Славия-Ченгелов (Пловдив) | 3:0 (служ.) | Орлов (Добрич)    |

- На 2 май 1948 г. „Орлов“ побеждава „Славия-Ченгелов“ с 3:2 като гости на игрище „БДЖ“ в Пловдив пред 8000 зрители (голове на Стоянов, Василев и Вълканов). Отборът от Добрич е в състав: Иванов, Панев, Арнаудов, Георгиев, Балкански, Стоянов (капитан), Иванов, Миланов, Тодоров, Димитров, Вълканов. Пловдивчани обаче подават контестация, която е уважена и заради нередовността на играча Б. Ковачев от „Орлов“ е присъден служебен резултат 3:0 за „Славия-Ченгелов“.

## Финал
| 9 май 1948, Стадион „Юнак“, гр. София, 12 000 зрители |     |                           |
| Локомотив (София)                                     | 1:0 | Славия-Ченгелов (Пловдив) |
| Съдия: Стефан Данчев (Варна)                          |     |                           |
| Голмайстор: - Стефанов - 33-а минута                  |     |                           |

Локомотив (София): Костов, Орманджиев, Недялков, Ангелов, Петков, Христов, Милушев, Благоев, Стефанов, Милев, Аргиров.
Славия-Ченгелов (Пловдив): Аров, Мет. Караянев, Бялков, Събев, Финков, Асп. Караянев, Минков, Бъчваров, Паунов, Лазаров, Димитров.